# 英國去留歐盟公投
英國去留歐盟公投（英語：The United Kingdom European Union membership referendum）是英國國内就其歐盟成員資格去留問題於2016年6月23日舉行的公投。通稱「英國脫歐公投」（英語：Brexit vote），英國國内又簡稱「歐盟公投」（英語：EU referendum）。該公投雖無強制力，但促成《退出歐盟法案》，該法案已由英國女王伊丽莎白二世簽署並生效，根據法案，英國將在2019年3月29日退出歐盟。但实际上，由于脱欧过程中的种种困难，英国直到2020年1月31日才正式退出欧盟。
在2015年英國大選後，首相戴维·卡梅伦為兌現競選時承諾，提出在不遲於2017年年終前舉行公民投票，決定英國是否繼續留在欧洲联盟。英國女王伊丽莎白二世於2015年5月27日的國會開幕大典上也提到舉行公投的計劃。同月政府向下議院提交舉行公投的法案。最终于2016年2月正式公布公投时间定为同年6月23日。公投仅有一个问题：“联合王國应当继续留在欧洲联盟内还是应当退出欧洲联盟？”（""）。在本次公投中有权投票的人士包括所有年满18岁且居住在大不列顛與北愛爾蘭聯合王國及直布罗陀的英國公民、爱尔兰公民和大英國協公民，以及上议院议员和過去15年內曾經登記為選民而現在海外居住的英國公民。与大选不同，除居住在英国、爱尔兰、马耳他和塞浦路斯的英國國民之外，在王室屬地和其他欧盟成員國居住的英國公民均无权参加本次公投。

## 背景
英國在1973年加入欧洲共同体（歐洲聯盟前身），並在1975年舉行了是否應該繼續留在歐共體的公投，結果過半數投票者支持留在歐共體。
然而英國國內始終存在強烈的歐洲懷疑主義的聲音（反對歐盟及其前身歐共體），無論保守黨還是工黨在歐盟問題上，黨內均不統一（惟總體上工黨多數黨員支持歐盟，而保守黨則意見不一，支持及反對歐盟的皆佔一定比率，但保守黨的共識是反對英國再轉移更多權力至歐盟，並要求從歐盟取回更多權力，如重新實行移民及邊境管制的權力），且也有如英國獨立黨明確主張退出歐盟的政黨存在。
2013年，英国首相大卫·卡梅伦表示如果保守黨在2015年大選獲勝，將在2017年之前舉辦是否退出歐盟的公投。保守黨在2015年勝出大選，卡梅隆在與歐盟達成協議後，隨即宣布英國退出歐盟公投將在2016年6月23日舉行，並表明支持英國留在歐盟，實際上領導留歐陣營。

## 民意調查

本次公投的民意調查

自2010年以來，民意調查顯示英國人對於是否退出歐盟意見分歧，支持退出一方在2012年11月達到高位，有56%支持退出，只有30%希望留在歐盟，到2015年6月則有43%希望留在歐盟，支持退出的有36%。至當時為止的最大型的民意調查（2萬人，2014年3月）顯示支持與反對退出歐盟的人數接近，41%支持退出，41%希望留在歐盟，18%未有決定。不過，當被問到如果英國與歐盟重新議定英國作為歐盟成員國的條件，而英國的利益得到保障時，超過50%的人表示他們會支持英國留在歐盟。

## 結果

在大不列顛島（包括蘇格蘭的所有32個選區）和直布羅陀以及18個北愛爾蘭議會選區的381個投票區中，共有270個為投票支持脫歐者居多，而129個為投票支持保留歐盟成員國身份者居多。
脫離
保留

| 選項                       | 票數       | %      |
| -------------------------- | ---------- | ------ |
| 脫離歐盟                   | 17,410,742 | 51.89  |
| 保留歐盟成員國身份         | 16,141,241 | 48.11  |
| 有效票                     | 33,551,983 | 99.92  |
| 無效或空白票               | 25,359     | 0.08   |
| 總票數                     | 33,577,342 | 100.00 |
| 已登記選民及投票率         | 46,500,001 | 72.21  |
| 來源：Electoral Commission |            |        |

| 脫離： 17,410,742（51.9%） | 保留： 16,141,241（48.1%） |
| ▲                          |                            |

### 地區統計結果
| 地區 | 地區                        | 選民      | 符合資格的 選民投票率 | 票數      | 票數      | 票數比例 | 票數比例 |
| 地區 | 地區                        | 選民      | 符合資格的 選民投票率 | 保留      | 脫離      | 保留     | 脫離     |
| ---- | --------------------------- | --------- | --------------------- | --------- | --------- | -------- | -------- |
|      | 東米德蘭                    | 3,384,299 | 74.2%                 | 1,033,036 | 1,475,479 | 41.18%   | 58.82%   |
|      | 東英格蘭                    | 4,398,796 | 75.7%                 | 1,448,616 | 1,880,367 | 43.52%   | 56.48%   |
|      | 大倫敦                      | 5,424,768 | 69.7%                 | 2,263,519 | 1,513,232 | 59.93%   | 40.07%   |
|      | 東北英格蘭                  | 1,934,341 | 69.3%                 | 562,595   | 778,103   | 41.96%   | 58.04%   |
|      | 西北英格蘭                  | 5,241,568 | 70.0%                 | 1,699,020 | 1,966,925 | 46.35%   | 53.65%   |
|      | 北愛爾蘭                    | 1,260,955 | 62.7%                 | 440,707   | 349,442   | 55.78%   | 44.22%   |
|      | 蘇格蘭                      | 3,987,112 | 67.2%                 | 1,661,191 | 1,018,322 | 62.00%   | 38.00%   |
|      | 東南英格蘭                  | 6,465,404 | 76.8%                 | 2,391,718 | 2,567,965 | 48.22%   | 51.78%   |
|      | 西南英格蘭 （包括直布羅陀） | 4,138,134 | 76.7%                 | 1,503,019 | 1,669,711 | 47.37%   | 52.63%   |
|      | 威爾士                      | 2,270,272 | 71.7%                 | 772,347   | 854,572   | 47.47%   | 52.53%   |
|      | 西米德蘭                    | 4,116,572 | 72.0%                 | 1,207,175 | 1,755,687 | 40.74%   | 59.26%   |
|      | 約克郡-亨伯                 | 3,877,780 | 70.7%                 | 1,158,298 | 1,580,937 | 42.29%   | 57.71%   |

### 構成國的結果
| 構成國 | 構成國                  | 選民       | 符合資格的 選民投票率 | 票數       | 票數       | 票數比例 | 票數比例 |
| 構成國 | 構成國                  | 選民       | 符合資格的 選民投票率 | 保留       | 脫離       | 保留     | 脫離     |
| ------ | ----------------------- | ---------- | --------------------- | ---------- | ---------- | -------- | -------- |
|        | 英格蘭 （包括直布羅陀） | 39,005,781 | 73.0%                 | 13,266,996 | 15,188,406 | 46.62%   | 53.38%   |
|        | 北愛爾蘭                | 1,260,955  | 62.7%                 | 440,707    | 349,442    | 55.78%   | 44.22%   |
|        | 蘇格蘭                  | 3,987,112  | 67.2%                 | 1,661,191  | 1,018,322  | 62.00%   | 38.00%   |
|        | 威爾士                  | 2,270,272  | 71.7%                 | 772,347    | 854,572    | 47.47%   | 52.53%   |

## 啟動脫歐程序
- 英國首相文翠珊早前曾指，計劃於2017年初啟動脫歐程序，兩年後便可正式脫歐。惟星期日泰晤士報報道，因負責談判的公務員不熟悉程序，加上法國和德國大選在即，影響脫歐談判進程，英國可能要押後至2019年底才能啟動脫歐程序。[16]
- 2016年6月，英國通過脫歐公投。同年10月2日，首相文翠珊宣布，將於2017年3月底前啟動脫歐程序，預料談判需時兩年，估計2019年英國便會正式脫離歐盟。文翠珊周日出席保守黨大會時表示，在不遲於2017年3月底，便會引用《里斯本條約》第50條啟動退出歐盟機制，正式與歐盟各國展開談判，預計在2019年，英國便可以正式脫歐。文翠珊早前透露，計劃在2017年提交法案，以廢除1972年《歐洲共同體法案》，令歐盟法律不再凌駕於英國法律之上，歐洲法庭的判決在英國也不再適用。英國外相鮑里斯·約翰遜則表示英國在脫歐後，仍會繼續關注歐洲事務，而且英國在國際舞台會變得更加活躍和更有活力。[17]
- 2018年6月26日，《退出歐盟法案》（European Union (Withdrawal) Act 2018）已由英國君主伊麗莎白二世簽署後生效，根據法案，英國將在2019年3月29日23時退出歐盟。

## 影響與餘波
雖然公民投票結果不具約束力（脫歐結果為脫歐派勝利，但英國最高法院裁決，英國國會必須通過脱歐法律才可進行脫歐），而就算脫歐也要2年，即2019年3月才能完全脫離歐盟，但還是引發一些後續效應，尤其引發留歐派的政治強烈反彈。

### 政治
政黨領導層
戴维·卡梅伦於7月辭去英国保守党黨魁及英国首相职务，由文翠珊接任。但因黨內以至國會未能就脫歐方案取得任何共識，她在黨內壓力下辭職，並由鮑里斯·約翰遜於2019年7月接任兩職。
工黨黨魁傑瑞米·柯賓被指控並未積極領導留歐，面臨黨內輿論批評認為他宣傳不力，被兩名國會議員提出不信任動議。但科尔宾拒絕辭職，其后成功连任党魁。
英國獨立黨黨魁奈杰尔·法拉奇於7月宣佈已達成個人從政目的，辭去黨魁一職。
蘇格蘭
蘇格蘭首席部長及民族黨黨魁妮古拉·斯特金表示苏格兰不希望离开欧盟，并對結果表示「無法民主地接受」。由於前次独立公投的经驗，斯特金表示会啓動第二次独立公投的準備程序。在2014年苏格兰独立公投中，部分苏格兰民众投反对票的主要原因便是一旦苏格兰脱离英国独立，苏格兰人便会失去欧盟成员国公民身份。
北愛爾蘭
愛爾蘭共和主義政黨新芬黨主张对北爱尔兰进行爱尔兰統一公投。該黨北爱尔兰副首席部长马丁·麦吉尼斯呼籲在脱欧公投结束之后就爱尔兰统一进行公投。
倫敦
由于在此次英国脱欧公投中，居住大量少數族裔及較多欧盟成员国公民的大倫敦有六成市民希望英国留在欧盟，不少为少數族裔，所以市長萨迪克·汗在公投结果出炉后便宣布欢迎以后无法在英国合法居留的欧盟成员国公民在大伦敦定居。伦敦居民甚至發起「伦敦独立」的行動，爭取留在歐盟。
直布羅陀
由於直布羅陀96%選民選擇留在歐盟，引發西班牙再次對其主權申索主張。西班牙外相加西亞-馬加略（José Manuel García-Margallo）表示將尋求與英國共治直布羅陀，並最終全權管治直布羅陀。唯直布羅陀首席部長費邊·皮卡多（Fabian Picardo）隨即否定加西亞的説法，指先前的地方公投已反對共同管治，強調「不存在任何有關直布羅陀主權會談的空間，連會談的會談對話也不可能」，呼籲直布羅陀居民無須理會。
歐盟內的疑歐派
歐盟内的反歐陣營當中，法國國民陣線的瑪麗安·馬雷夏爾-勒龐及荷蘭自由黨領袖基爾特·威爾德斯均表明會在國内倡議舉行脱歐公投（Frexit、Nexit）。
愛爾蘭
根據愛爾蘭外交部提供的數據，在英國確定舉行公投之後，越來越多在英國出生或居住，但有資格申領愛爾蘭護照的人，申領愛爾蘭護照。公投結束以後，申領愛爾蘭護照的人數更加比去年同期增長四成。雖然愛爾蘭政府試圖淡化英國脫歐公投和申領愛爾蘭護照之間的關係，但是《衛報》在2016年訪問了幾位申請人，這幾位申請人都聲稱是為了保住歐盟身份才申領愛爾蘭護照的。

### 經濟
在公投结果显示英国将脱欧后，英镑兑美元汇价创下了1985年以来的新低。
在英国脱欧公投结果出炉后，美国标准普尔及穆迪纷纷声明要下调英国评级。標準普爾把英國主權評級由AAA（最優級的評等）降為AA，評級展望負面。惠譽則把評級由AA+降為AA，評級展望負面。
- 由于避險基金担心一旦英国脱离欧盟将会导致英镑大幅度贬值，因此大量資金轉移至日圓及黃金，導致其價格飆升。[33]

### 社會
在結果出來後，發生種族歧視及仇恨暴力的事件，刺激新納粹份子的風氣，僅脫歐公投後至6月27日時間就比去年同期多了57%（這段期間在2015年為54件，2016年就多到85件），6月24日到7月2日比2015年同期暴增了75%，網路上歧視言論的檢舉也有上千條之多。
主要受害者除了已在1970年代受到光頭黨種族暴力（較有名暴力事件的是「巴基斯坦進攻」(Paki bashing)）陰影的南亞移民及黑人，還有像芬蘭、瑞典、波蘭等歐盟公民及外來移民。
脫歐結果在6月24日公布後，英國各地陸續傳出種族仇恨事件，民眾紛紛在社群網站上貼文，以下是情形舉例：
- 位於大倫敦地區的漢默史密斯，是波蘭移民人口的聚集地，過去居英的波蘭人甚少遭到歧視。但是在結果出來後，漢默史密斯的重要建築就遭人惡意噴漆，該建築的外牆玻璃一路到波蘭國徽，都被寫上極為不雅的歧視言語，讓當地居民非常不滿，而且是2004年來開放波蘭勞工以來，第一次有如此嚴重的歧視事件。
- 一名黑人女子在倫敦市中心的貝克街上，在25分鐘內連續5次被人狂罵「打包滾回家」。
- 波蘭男童上學前，發現一張印著「脫歐，英國不再有波蘭害蟲」的字卡
- 一名住在伯明罕的母親表示，她的女兒下班時見到一群人包圍一名穆斯林女孩，並對著她大叫「我們決定脫歐了，你還不快滾！」
- 在英國出生的印度與巴基斯坦裔的民眾，也遭到與上述類似的言語暴力及騷擾，他們已在1970年代受到光頭黨的種族暴力而留下陰影。

### 體育

#### 體育地位
- 蘇格蘭、北愛爾蘭在脫歐結果出爐後出現脫離英國的聲浪，若之後此二國成功脫離，該國的體育項目必須改制，如蘇格蘭國家足球隊會正式成為真正的國家隊，北愛爾蘭足球代表隊必須跟愛爾蘭國家足球隊合併，屆時像國際奧委會的機構可能會面臨蘇格蘭的壓力而可能給其席位。由於當前有部分項目是一分為四，另一部分項目及參加奧運時卻是四者合一，脫歐結果也為英國未來的體育增添不少變數。

#### 足球
- 足球在英國國內就有4個國家隊，雖然這四個擁有奧運男子足球資格的U23等級及女子隊伍，但是因為國際奧委會（IOC）不承認地區性代表隊參賽，英格蘭、蘇格蘭、北愛爾蘭及威爾斯都不能參加奧運足球項目，他們因為競爭落差也不願意4合1參加2012年夏季奧林匹克運動會。但倫敦是2012年夏季奧運東道主，因此可以參加2012年夏季奧運足球比賽，並以聯合王國名義參賽。因此這個結果給了英國足球未來的變數。
- 過去歐盟的外籍球員在英超聯賽受到明顯衝擊，甚至將改變現有的英超聯賽生態。[35]
- 英超2015/16球季總計有超過200名的歐盟球員，更不用提次一級的英冠和英甲聯賽，英格蘭本地足球過去幾年成績不佳，是否本地球員在英超、英冠的生存空間被非英格蘭球員瓜分始終爭論不休。[35]
- 近期西班牙和德國幾乎不對非本國籍球員設下限制（僅紀律及球品調查），但擴大青訓基礎，先後稱霸歐洲盃和世足賽；顯然，能否讓整體足球實力提升，並不在於頂級聯賽限制多少。[35]
- 未來球隊在聘請頂級歐洲球星會受到限制，尤其如果限制來自聯賽本身，更會讓頂尖的非英國歐洲球星身價炒得更高，尤其是在轉會費。英超聯賽接下來還要思考如何改進整個收益制度，尤其避免失去項是法國康特這種年輕新星。[35]
- 同樣受到衝擊的不是只有英格蘭，更包含蘇格蘭的蘇格蘭足球超級聯賽。蘇格蘭在脫歐表決中壓倒性的民意支持留在歐盟，但也隨著聯合王國脫歐而被迫離開。過去國際足總禁止買賣青年球員，但在歐盟規範下，經濟合作區內可以自由加盟；現在少了歐盟球員幫助，英國政府對於外籍工作者限制比起歐盟只高不低。[35]
- 昔日蘇格蘭足球超級聯賽強權格拉斯哥流浪者隊，雖然2012年時排名第二，但是因為債務破產被處罰降至第4級聯賽之後，連帶導致蘇格蘭足球競爭力下降；雖然2016/17球季流浪者隊獲得重返蘇格蘭足球超級聯賽的榮耀，但是如今就連使用歐盟球員都將受到限制，無疑讓蘇格蘭足球未來蒙上陰影。[35]

## 外部連結
- 英国欧盟公投：究竟怎么回事？ （页面存档备份，存于），BBC中文網，2016-02-20。
- 脱欧派赢得英国欧盟公投结果的八大原因 （页面存档备份，存于），BBC中文網，2016-06-24。